# Radierschablone

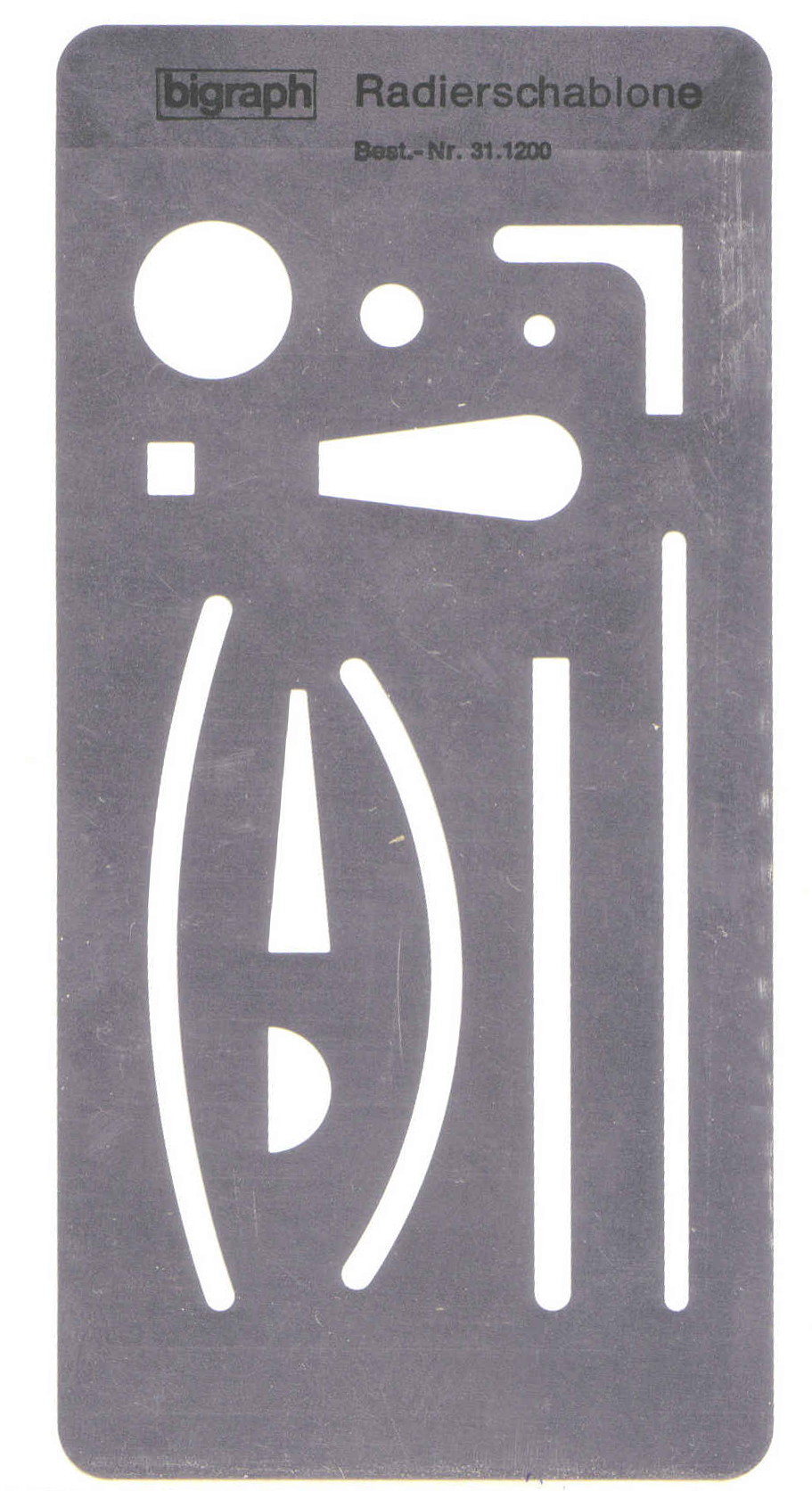
Radierschablone

Eine Radierschablone besteht aus einem sehr dünnen, rostfreien Stahlblech in dem verschiedene Geometrien wie etwa Kreise, Vierecke und Bögen ausgespart worden sind. Meistens ist sie aus Federstahl gefertigt und ihre Dicke beträgt circa 0,1 mm. Die Radierschablone wird verwendet, um beispielsweise technische Zeichnungen sehr genau zu korrigieren. Dazu wird zunächst eine passende Aussparung über die zu ändernde Stelle der Zeichnung gelegt. Anschließend kann man diese Stelle mit einem Radiergummi entfernen, indem damit über die Schablone radiert wird. Besonders geeignet ist die Radierschablone zum Entfernen von nicht anlösender Tusche auf Zeichenfolie. 